# 福岡県道539号小竹下府線
福岡県道539号小竹下府線（ふくおかけんどう539ごう おだけしもこうせん）は、福岡県古賀市から糟屋郡新宮町に至る一般県道である。

## 概要
古賀市小竹から新宮町下府に至る。古賀市の区間は起点附近の僅かな距離のみで、実質的に新宮町内を通る一般県道である。

### 路線データ
- 起点：古賀市小竹（小竹口交叉点、福岡県道503号町川原赤間線交点）
- 終点：糟屋郡新宮町下府（社会福祉センター前交叉点、国道495号交点）

## 路線状況

### 道路施設

#### 橋梁
- 下ノ府橋

## 地理

### 通過する自治体
- 古賀市 - 糟屋郡新宮町

### 交差する道路

#### 現道
| 交差する道路              | 市町村名 | 交差する場所 | 交差する場所                    |
| ------------------------- | -------- | ------------ | ------------------------------- |
| 福岡県道503号町川原赤間線 | 古賀市   | 小竹         | 小竹口交叉点 / 起点             |
| 国道3号                   | 新宮町   | 上府         | 上府交叉点                      |
| 国道495号                 | 新宮町   | 下府         | 社会福祉センター前交叉点 / 終点 |

### 交差する鉄道
- 鹿児島本線

### 沿線
- カインズ福岡新宮店
- IKEA福岡新宮
- そぴあしんぐう
- 新宮町立新宮中学校
- 新宮町社会福祉センター